# Вихревой расходомер

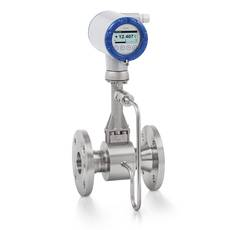
Внешний вид вихревого расходомера

Вихрево́й расходоме́р — разновидность расходомера, принцип действия которого основан на измерении частоты колебаний, возникающих в потоке в процессе вихреобразования.
Расходомеры (счётчики) количества вещества являются важными элементами систем учёта потребления энергоресурсов и управления технологическими процессами в различных отраслях промышленности и жилищно-коммунальном хозяйстве. Наиболее универсальными и востребованными до настоящего времени являются расходомеры, в которых реализуется метод измерения перепада давления на сужающем устройстве. Этим методом можно измерять расход практически любых жидких и газообразных веществ, движущихся по трубам как малого, так и большого диаметра в широком интервале избыточных давлений и температур. Однако его недостатком является квадратичная зависимость перепада давления от расхода и, как следствие, небольшие динамические диапазоны измерений (1:3…1:5) и значительная погрешность, достигающая в нижней части диапазона 3—5 %. В связи с этим для решения частных технических задач разработаны другие, более информативные методы измерения расхода (тахометрические, силовые, электромагнитные, ультразвуковые, оптические и др.), которых насчитывается уже более 20. При этом актуальной остается задача разработки и практической реализации такого метода, который мог бы конкурировать по универсальности с методом измерения перепада давления, но обеспечивал более высокую точность измерений в широком динамическом диапазоне.

## Принцип действия

Вихревая дорожка Кармана

Устройство вихревого расходомера.
1 — Участок трубопровода
2 — Фланцы
3 — Генератор вихрей
4 — Корпус расходомера
5 — Датчики вихрей

В вихревых расходомерах для создания вихревого движения на пути движущего потока жидкости, газа или пара устанавливается тело обтекания, обычно в виде трапеции в сечении. Образовавшаяся за ним система вихрей называется вихревой дорожкой Кармана. Частота вихрей {\displaystyle f} в первом приближении пропорциональна скорости потока {\displaystyle v} и зависит от безразмерного критерия {\displaystyle \mathrm {Sh} } (число Струхаля) и ширины тела обтекания {\displaystyle d}:
{\displaystyle f=\mathrm {Sh} \cdot v/d.}
Достоинством вихревых расходомеров является отсутствие каких-либо подвижных элементов внутри трубопровода, достаточно низкая нелинейность (<1,0 %) в широком диапазоне измерений (>1:10…1:40), частотный выходной сигнал, а также инвариантность метода относительно электрических свойств и агрегатного состояния движущейся среды.
Первые вихревые расходомеры жидкости появились в 1960-х годах в США, Японии и СССР. Первые разработки вихревых расходомеров газа и пара в России относятся к 1990-м годам. Несмотря на довольно продолжительное время освоения этих приборов в измерительной технике, теория и практика вихревых расходомеров непрерывно развивается и совершенствуется. Идут поиски лучших схемных решений, более эффективных и технологичных конструкций первичных преобразователей расхода.

## Типовая схема
Типовая схема вихревого расходомера с пьезоэлектрическими датчиками давления в качестве преобразователей энергии потока в частоту электрического сигнала включает проточную часть расходомера, установленную с помощью фланцев в трубопроводе и содержит тело обтекания, за которым попарно установлены датчики давления. Пульсации давления, возникающие в потоке в результате вихреобразования, регистрируются датчиками, а частота процесса пропорциональна скорости потока. Парное размещение датчиков позволяет усилить полезный сигнал и минимизировать вибрационные и акустические помехи, так как сигнал одного из них инвертируется и суммируется с сигналом другого датчика в согласующем устройстве, а сигнал помехи вычитается на сумматоре. Расходомер также содержит нормирующий преобразователь, формирующий импульсный сигнал нормированный, например, к 1 л/с и вычислитель, размещенный в отдельном корпусе. Вычислитель обеспечивает оцифровку информационного сигнала, расчёт суммарного количества жидкости или газа, прошедших через напорную трубу за промежуток времени, индикацию мгновенного и суммарного расхода, самодиагностику прибора, хранение информации в энергонезависимой памяти и передачу её на компьютер верхнего уровня измерительной или управляющей системы.

## Преобразователи энергии потока
Одними из важнейших элементов вихревых расходомеров являются преобразователи энергии потока в электрический сигнал, во многом определяющие эксплуатационные возможности и технический уровень приборов. В технической документации вихревых расходомеров как отечественных, так и ведущих зарубежных фирм содержится крайне скупая информации относительно принципа действия и устройства преобразователей вида энергии. Так, компания EMCO (США) сообщает лишь, что сенсором является полупроводниковая тензорезистивная матрица. В документации немецких фирм информация о принципе работы сенсора вообще отсутствует, хотя в одном из патентов компании Endress+Hauser описан вихревой расходомер с унифицированным ёмкостным датчиком в виде крыла, установленным за телом обтекания. Лишь Yokogawa Electric (Япония) подробно описывает виброкомпенсированный пьезоэлектрический преобразователь, состоящий из набора пьезоэлементов в виде шайб, установленный в торце тела обтекания. Известны также индуктивные, анемометрические, оптоэлектронные и другие преобразователи энергии потока.

## Проблемы
Следует отметить, что физические процессы, происходящие в трубопроводе за телом обтекания, весьма сложны. В потоке возникают пульсации давления, температуры, скорости звука и других физических параметров. Несмотря на бурное развитие численных методов описания сложных объектов, до сих пор нет удовлетворительных математических моделей гидродинамических процессов, происходящих в вихревых расходомерах. Пространственно-временное распределение физических характеристик в движущейся среде в зависимости от скорости, агрегатного состояния, вязкости среды, до конца не ясно. Тело обтекания при вихреобразовании испытывает сложное напряжённо-деформированное состояние, где присутствуют и колебания кручения, и изгиба, и другие. Всё это обеспечивает простор для творчества разработчиков и большой объём экспериментальных работ для поиска оптимальных решений.

## Распространённость

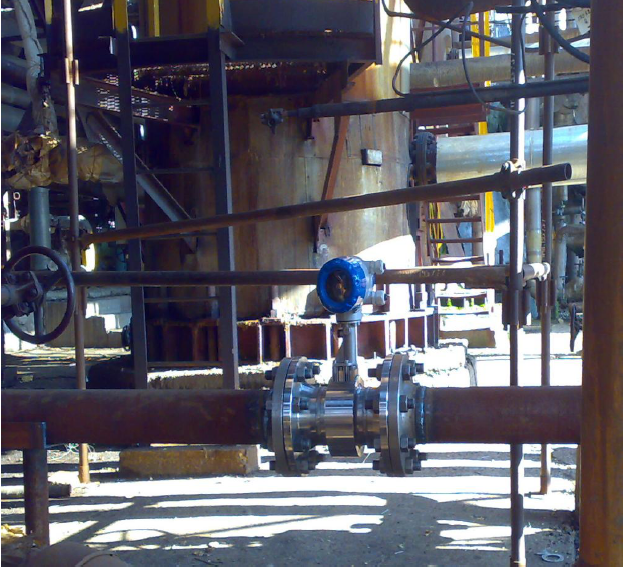
Вихревой расходомер на производстве этилена

В настоящее время вихревые расходомеры с пьезоэлектрическими датчиками используются для измерения расхода жидкости, газа и пара на трубах диаметром от 15 до 500 мм с динамическим диапазоном 1:40 и выше и относительной погрешностью (1…1,5 %) при температурах контролируемой среды от -60 до 500 °C и давлениях до 30 МПа, обеспечивая на мировом рынке более 5 % средств учёта жидких и газообразных энергоносителей.